# 藤木相元
藤木 相元（ふじき そうげん、1923年1月1日 - 2014年5月31日）は、兵庫県出身の日本の男性占い師。
2014年5月31日午後1時26分、慢性閉塞性肺疾患のため東京都千代田区の病院で死去。弟子は岡井浄幸。